# Corry Brokken
Corry Brokken (n. 3 decembrie 1932 - d. 2 iunie 2016) a fost o cântăreață neerlandeză. S-a născut în orașul Breda. Ea a câștigat concursul Eurovision 1957 reprezentând Țările de Jos cu piesa Net als toen (Așa cum e de obicei), dar, la Eurovision 1958 a terminat ultima, cu doar un punct, alături de reprezentanta Luxemburgului, Solange Berry.